# Tamborine National Park
Tamborine National Park är en park i Australien. Den ligger i delstaten Queensland, omkring 50 kilometer söder om delstatshuvudstaden Brisbane.
Närmaste större samhälle är Tamborine Mountain, nära Tamborine National Park.
I omgivningarna runt Tamborine National Park växer i huvudsak städsegrön lövskog. Runt Tamborine National Park är det ganska tätbefolkat, med 90 invånare per kvadratkilometer. Genomsnittlig årsnederbörd är 1 424 millimeter. Den regnigaste månaden är januari, med i genomsnitt 275 mm nederbörd, och den torraste är oktober, med 21 mm nederbörd.